# Schlacht bei Wesenberg (1268)
Die Schlacht bei Wesenberg (russisch Раковорская битва) wurde am 18. Februar 1268 nahe der heutigen estnischen Stadt Rakvere (dt. Wesenberg, russ. Раковор) zwischen Deutschordens- und dänischen Rittern einerseits und einem russischen Invasionsheer andererseits ausgetragen und endete mit einem russischen Sieg.

## Verlauf
Die russischen Truppen unter der Führung des Statthalters der Republik Nowgorod Michail Fjodorowitsch, Daumantas von Pskow und Großfürst Dmitri Alexandrowitsch von Wladimir-Susdal drangen von Pskow aus auf das Gebiet Estlands vor.
Die deutschen Ritter wurden angeführt von Alexander, Bischof von Dorpat. Sie waren mit den dänischen Rittern verbündet, die den Norden Estlands beherrschten. In den Reihen des deutsch-dänischen Heeres befanden sich viele estnische Knechte.
Die Ritter hatten aus der Schlacht auf dem Peipussee gelernt, in der ihre Keilformation zwar eine hohe Durchschlagskraft zeigte, sich jedoch dann als manövrierunfähig erwies. Daher teilten sie ihre Armee in zwei Teile auf und beabsichtigten, im Verlauf der Schlacht mit dem zweiten Keil aus einem Hinterhalt anzugreifen. Diese Taktik war zunächst erfolgreich. Das Zentrum des russischen Heeres, das vornehmlich aus Nowgorodern und Pskowern bestand, wurde in ernste Bedrängnis gebracht, unter anderem fiel der Anführer Michail Fjodorowitsch.
Der zweite Teil der Ritterarmee hielt sich jedoch nicht an den ursprünglichen Plan, weil er die Schlacht schon gewonnen glaubte, und beeilte sich, den russischen Tross zu plündern. Dabei allerdings entschied der unerwartete Flankenangriff der Truppen aus Wladimir-Susdal unter Großfürst Dmitri Alexandrowitsch die Schlacht zugunsten der Russen. Die Ritter wurden mehrere Kilometer lang verfolgt, getötet oder gefangen genommen. Durch diese Schlacht wurde die deutsch-dänische Expansion für die nächsten 30 Jahre gestoppt.
Die Nowgoroder Chronik beschreibt das gegenseitige Gemetzel als etwas, „was unsere Väter und Großväter noch nie gesehen“ hätten.
Die Ältere Livländische Reimchronik zeigt eine andere Sicht auf dieselben Ereignisse als die russischen Chroniken. Die Zahlen der Truppenstärke und Gefallenen bleiben umstritten.